# 石原あい
石原 あい（いしはら あい、1992年5月25日 - ）は、日本の会社員、元AV女優。
身長:152cm、スリーサイズ:B85(D)・W58・H80cm。

※プロフィールは「葵野まりん」のもの。

## 略歴・人物
2012年に「葵野まりん（あおの まりん）」としてデビューしたロリ系のAV女優。所属事務所はプライムエージェンシー。「有名になりたかったから」。
2013年9月30日、ツイッターにて「石原あい」に改名したことを報告。
2014年6月末でAV女優を引退し、その後はAVメーカー・プラムのプロモーション＆セールス統括事業本部に「葵まりん」の名で在籍した。
企画女優において台本のない中、アドリブでセリフをこなしていた経験が、営業職にも活きているという。

## 出演作品

### イメージDVD
- ハックツ美少女 Revolution（2011年9月15日、グラッツコーポレーション）※「葵野まりん」名義
- ゲキ着! IDOL キュート（2011年11月5日、グラマラスキャンディ）※「葵野まりん」名義
- ギリグラ!! 秘宝館（2012年1月12日、グラッツコーポレーション）※「葵野まりん」名義
- カラダがすごぉ〜く柔らかいS級美少女（2013年1月5日、渋谷書店.com）※「天野愛」名義
- 愛玩少女（2013年6月8日、渋書.com）※「天野愛」名義

### アダルトDVD

#### 「葵野まりん」名義
2012年
- SPLENDID GIRL（2月24日、GIGA）主演:中山エリス
- 葵野まりん AVデビュー 19歳 本番解禁（4月5日、ROCKET）
- あまえんぼ 妹ソープ（5月10日、ROCKET）
- 淫乱エンジェル えっちの目覚め。 まりん 149cm（6月1日、ミニマム）※「まりん」名義
- 思い出ぼろぼろ 02（7月20日、MAGIC）
- パイパン新体操選手うたのちゃんの軟体ポルチオ中出しSEX♥ 岡○南高○卒業後、即撮影!!18歳のメモリアル! 愛玩ロリ娘 香川詩乃（7月27日、First Star）※「香川詩乃」名義
- 制服黒髪美少女（8月10日、MAGIC）
- 倦怠期カップル×「寝取られ勃起ガマン」! 別な男に抱かれる「自慢の彼女」を見て、彼氏が勃起しなかったら100万円!（8月23日、SODクリエイト）他出演:藤北彩香、水崎由里 ほか
- もうすぐ卒業だから… 学籍番号012（8月24日、ONE DA FULL）
- 「えっ…初めてのエステで担当が男の人だなんて…」 ロリっ娘ナンパ性感オイルマッサージ中出し 4時間DX 4（9月7日、VALEX）他出演:紺野渚、小西美羽、成嶋このみ、桐谷凪沙、高橋れな
- キミだけに語りかけ! ロリっ娘20人! オマ●コぴちゃぴちゃ指入れ自画撮りオナニー4時間DX vol.02（10月19日、ロリオナ）他出演:倉科あん、桐谷凪沙、野村萌香、松尾うめ、上原亜衣、北川しずく、小日向ゆうこ、辻愛菜、若葉りか、大槻ひびき、相島奈央、堀内かえで、三嶋あみ、つるのゆう、杉原みちる、水森なお、小西美羽、持田美琴、岩佐あゆみ
- 黒髪女子高生 4（10月25日、ビッグモーカル）他出演:早瀬ありす、吉井みな
- 兄に性行為をねだる発情した妹たち（10月26日、I.B.WORKS）他出演:桜いちか ほか
- おはズボッ! これって…気持ちいい肝試し!? 超敏感娘大パニックスペシャル（11月11日（レンタル）／2013年5月24日（セル）、アテナ映像）他出演:吉村杏菜、沙藤ユリ、上原亜衣、美咲あすみ
- 通勤バスで痴漢される女の子を見つけてしまった僕は当然、助ける勇気があるわけもなくただ勃起して見ていただけ。しかし突然の急停車で痴漢と女の子の間に入り込んでしまい、結果助ける形に。でも下半身は勃起したままで、それに気付いた彼女が…。（11月22日、Hunter）他出演:前田ちえ ほか
- 素人限定! 最高賞金100万円争奪! ぬるぬる人間ローションボーリング 〜ピンを全部倒せなかったらローションまみれのスケベ罰ゲーム!〜（11月22日、ATOM）他出演:遠藤あいこ、前田ちえ、美緒みくる、間宮純、山本るみ ほか
- お兄ちゃん、いっしょにお風呂に入っても…いい?（12月21日、I.B.WORKS）他出演:沢田あいり ほか
- 敏感乳首をお留守にしないキュートな小悪魔テクニシャン（12月21日、TOY☆GIRL）

2013年
- Teen Hunt #006/Harajyuku ティーンハント 10代ナンパ in 原宿（1月7日、桃太郎映像出版）他出演:陽咲花音、梅宮彩乃 ほか
- 妄想パンチラフェロモン 【看護師編】（1月13日、アロマ企画）
- 妄想パンチラフェロモン 【官能オフィス編】（1月13日、アロマ企画）
- やらせて。（1月18日、ぼーぼー）
- 実は三年間ずっと気に入ってない、このあだ名。（1月25日、BALTAN）
- 素人援交生中出し まりん 19才（1月31日、プラム）※「まりん」名義
- 小●生声かけ連れ込み猥褻映像（2月8日、I.B.WORKS）他出演:沢田あいり ほか
- 帰宅の瞬間を狙われた女子校生押し込みレイプ（2月8日、青空ソフト）他出演:沢田あいり ほか
- 素人子猫ちゃんに生中出し 002（2月15日、桃太郎映像出版）
- 思春期の一歩手前! ロリっ娘の無防備過ぎるノーブラパンチラから目が離せない!（3月20日、LOTUS）他出演:藤美るか ほか
- アダルトグッズを見つかりやすい場所に隠しハウスクリーニング業者を呼んでこっそり盗撮。玩具を発見し、こっそりアソコにあてがうドスケベ美人スタッフを見てもう我慢が出来ない!勃起したチ●ポを目の前にちらつかせると案の定喰いついて来た!（3月22日、SCOOP）他出演:前田陽菜、綾瀬れん ほか
- 「カップル限定」 マジックミラー号の中で、自慢の彼女を「寝とって」真正中出し! 6（3月23日、SODクリエイト）他出演:大崎美佳、茉莉もも、悠希めい
- 生理前の1週間だけはとんでもないヤリマン女になってしまう新人医師の私は、包茎手術後の禁欲で包帯を解くだけで即フル勃起してしまう剥き立てチ○ポに欲情!パンチラや胸チラさらにはオナニーを見せつけて患者を誘惑!セックスまでしてしまう私は医師失格でしょうか?（3月23日、ATOM）他出演:片瀬沙里菜、香椎みなみ ほか
- ママ公認 ロリアイドル最終選考オーディション 4（3月25日、ビッグモーカル）共演:早瀬ありす、吉井みな
- 小悪魔JK 大胆パンチラコレクション 6（3月25日、アロマ企画）他出演:友田彩也香、桜咲ひな、長谷川しずく、木崎実花、みなもとすず
- 肉壷（俺専用） 新体操部 まりん（3月26日、ラマ）※「まりん」名義
- 初めての恥ずかしい一輪車（4月1日、キャンディ）
- 世間知らず女子大生ナンパ 可愛いくてチヤホヤされている甘ちゃん女子を大人のルールに引きずり込め!! 3（4月10日、ホットエンターテイメント）他出演:HIKARI、向井杏 ほか
- 「男の人のおちん○んってどうなってるんですか?」 人生40年!一度も女性から気軽に話しかけられた事が無いボクでもお嬢様学校の先生になったら良い事があり過ぎた！ 学校には男がボクひとりなものだから、異性に関する悩みを女生徒が打ち明けてくるんです!特に多かった悩みがチ○ポの構造に関する悩み!女の子たちはまじめな顔で僕のチ○ポをマジマジと観察!真剣な女生徒とは裏腹に触られているうちに不可抗力で思わず勃起!軽蔑されると思ったら、普段学校では決して見せないドスケベな顔で僕のチ○ポを求めてきた!!しかも「コンドーム無しの生SEXをした事が無い!」と言って僕に生SEX強要!!しかもしかもカニバサミで生中出しも強要されました!（4月11日、Hunter）他出演:吉見りいな、中川美香、日向優梨、坂下えみり、小橋咲
- スポーツクラブで、激ヤバ着エロに着替え×内緒で催淫ハーブ入りダイエット茶を飲ませたら、露出羞恥でアヘアヘになった!（4月11日、サディスティックヴィレッジ）他出演:佐々倉春音、穂積ゆうり
- 自分からセックスを求める可愛い妹 4時間（4月12日、I.B.WORKS）他出演:つぼみ、北川瞳、絵色千佳、松下ひかり、初芽里奈、沙藤ユリ、夏目優希、桜いちか、小林麻里、杏、前田彩七、初芝くるみ
- 女子校生指入れ自画撮りオナニー（4月12日、青空ソフト）他出演:みづなれい、田辺莉子、渡里麻穂、茉莉もも、柚ノ木りん、梅宮彩乃、大槻ひびき、舞咲みくに、春原未来、三花れな、桜木莉愛、綾瀬みなみ、雨宮琴音、芹沢つむぎ、星井あい、沢田あいり、木村つな、友田彩也香、立花くるみ、佐々木まお、板野有紀、松下ひかり、つぼみ
- 派遣メイド家政婦さんにイヤらしい事いっぱいさせました!!（4月25日、サムシング）※「まりん」名義
- 素人限定! 感じたら落ちちゃうよ! ぐらぐらタワー電マがまん選手権（4月25日、ATOM）他出演:坂下えみり、中川美香、吉見りいな、日向優梨、小橋咲 ほか
- お嬢様クロニクル 7（4月26日、ONE DA FULL）
- 騙された天然淫乱ギター少女×特濃SEX（5月7日、桃太郎映像出版）※「Marin」名義
- 女子校生15人オマ○コ指入れぴちゃぴちゃ自画撮りオナニー vol.11（5月20日、プリモ）他出演:ありさ、南野ゆきな、大槻みそら、川仲ことみ、水谷さゆみ、香椎みなみ、吉川いと、椎名みゆ、藤美るか、成海華音 ほか
- 性欲処理専門 セックス外来医院 6 真正中出し科（6月6日、SODクリエイト）共演:羽月希、小野麻里亜、水希杏
- SOD女子社員 第28回 急転直下の超マル恥どっきり王様ゲーム featuring女子社員プロデュースマル秘特製グッズ トランプ＆罰ゲームカード（6月6日、SODクリエイト）共演:井口優子、朝倉舞、篠原裕子、松山ひな子、鈴木絵美理 ※「青田真理子」名義
- 女子校生がバイトで働いている洗体エステ（6月7日、クリスタル映像）他出演:初美沙希、松下ひかり、篠田彩音
- センズリ鑑賞会 13 恥じらい素人娘に見せつけちゃいました（6月10日、ホットエンターテイメント）他出演:中島のりあ、藤北彩香、向井杏、鈴南ほのか、森川ななせ、坂下えみり、大倉彩音、友利ルナ、HIKARI、篠田ゆう ほか
- 挑発お姉さんのパンティーストッキングと生脚パンチラ（6月25日、アロマ企画）他出演:大城かえで、晴華れい、鳳生つばき
- 素人敏感女子大生生中出し（6月30日、プラム）※「まりん」名義
- 早く童貞を卒業したい! 男子限定!誰がAV女優か!?当てまSHOW!! 総勢10人の女の子の中に隠れているAV女優を当てたら夢の童貞卒業!（7月18日、ATOM）他出演:ありさ、荻原くるみ ほか
- 帰省先のエロ爺に犯されまくる孫娘（8月23日、EROTICA）
- 挑発JK逆さ撮りパンチラ 4（8月26日、ラマ）他出演:葵こはる、湊莉久、愛代さやか、後藤えみ、平原みなみ、桐谷凪沙、芹沢さくら、山下優衣 ほか
- 「ブラの外し方わかる??」 幼、小、中と常にクラスのマドンナ的存在だった幼馴染が○校に行ったら何があったのか地元でも有名な超ヤリマンになってしまった!!そんなヤリマンになった今でもよく、イケてない僕（超童貞）の部屋に遊びにくるんです!でもいいんです!だって上から目線とはいえ、もしもの時に恥かかないようにって僕に恥ずかしそうにブラジャーの外し方を教えてくれたんです!しかも、有名なヤリマンだけあってその後も…（10月24日、Hunter）他出演:琥珀うた、荻原くるみ、ありさ、さとう遥希 ほか

#### 「石原あい」名義
2013年
- ステキ仮面 前編 羞恥討伐 ドミネーション編（11月8日、GIGA）
- ステキ仮面 後編 凌辱&ステキナイト編（11月22日、GIGA）
- 奴隷少女付き貸別荘（12月25日、オーロラプロジェクト）

2014年
- 悪の女帝と戦隊ヒロイン ハードレズ調教 女帝フェルーガVSジュエルピンク（1月23日、GIGA）共演：あやなれい
- ピタッ!密着◆おうちDE真正中出し（1月31日、モブスターズ）
- 超軟体レズ3（2月5日、DEEPS）共演：武藤つぐみ
- スーパーヒロイン危機一髪!!Vol.52　愛と平和の戦士アフロディーテ編（2月13日、GIGA）
- 月刊 パンティストッキングマニア Vol.25 美脚パンティストッキング×本気オナニー（3月7日、OFFICE K’S）
- 女医さんにチ●コを見せたらヤられちゃう泌尿器科!!患者の悩みはカラダを張って治療します!（3月7日、OFFICE K’S）
- メルピュア緊縛凌辱（3月28日、GIGA）共演：渡辺もも
- 軟体っ子レズビアン2 ～魅惑のダブルi字バランス～（5月13日、アロマ企画）共演：内村りな
- 美少女の監禁飼育ビデオ7（6月1日、プラネットプラス）
- 制服少女@ビデオレター06 性に貪欲なウリ営業（7月1日、プラネットプラス）
- Road Breakers（7月11日、GIGA）
- ヒロインウォーズ 全裸先生の一年戦争（8月22日、GIGA）
- 雄二・ゴメス／Loves011（10月1日、プラム）[4]
- お嬢様学園の連続射精クラブ（10月5日、FREEDOM）共演：野宮さとみ、小川めるる、摘津蜜、百田まゆか、大森玲菜
- 競泳水着 顔面騎乗2（11月5日、FREEDOM）
- 上はセーラー下はブルマ脚はニーソックスの学園 セラブル脚コキ編（11月5日、FREEDOM）
- 短小・包茎・早漏を馬鹿にする女子校生達 サブ 僕のチ○ポが嘲笑される学園生活（12月5日、FREEDOM）

2015年
- ビデオレター 私のオナニー見てください。 ウリ営業をする女子校生6人（1月1日、プラネットプラス）
- 罵倒地獄番外編 センズリを馬鹿にする女（1月5日、FREEDOM）
- ロリドール（1月28日、INTEC Inc）

### Vシネマ

#### 「葵野まりん」名義
- デコトラ・ギャル奈美4　～感動！夜露死苦編～（2012年）柑奈 役